# Atletica leggera alla XXIX Universiade - Staffetta 4×100 metri femminile
La staffetta 4×100 metri femminile alla XXIX Universiade si è svolta dal 27 al 28 agosto 2017.

## Podio
| Oro     | Svizzera Ajla Del Ponte Salomé Kora Cornelia Halbheer Selina von Jackowski   |
| Argento | Polonia Kamila Ciba Agata Forkasiewicz Małgorzata Kołdej Karolina Zagajewska |
| Bronzo  | Giappone Sayaka Takeuchi Mizuki Nakamura Ichiko Iki Miyu Maeyama             |

## Risultati

### 1º turno
Passano in finale le prime due squadre di ogni batteria (Q) e le due squadre con i migliori tempi tra le escluse (q).
| Posizione | Batteria | Nazione         | Atleti                                                                         | Tempo | Note                                     |
| --------- | -------- | --------------- | ------------------------------------------------------------------------------ | ----- | ---------------------------------------- |
| 1         | 2        | Polonia         | Kamila Ciba, Agata Forkasiewicz, Małgorzata Kołdej, Karolina Zagajewska        | 44.10 | Q                                        |
| 2         | 2        | Kazakistan      | Rima Kashafutdinova, Viktoriya Zyabkina, Svetlana Golendova, Olga Safronova    | 44.14 | Q                                        |
| 3         | 1        | Svizzera        | Ajla Del Ponte, Salomé Kora, Cornelia Halbheer, Selina von Jackowski           | 44.23 | Q                                        |
| 4         | 2        | Italia          | Luminosa Bogliolo, Irene Siragusa, Anna Bongiorni, Ayomide Folorunso           | 44.56 | q                                        |
| 5         | 3        | Giappone        | Sayaka Takeuchi, Mizuki Nakamura, Ichiko Iki, Miyu Maeyama                     | 44.71 | Q,                                       |
| 6         | 3        | Messico         | Natali Brito, Dania Aguillón, Paola Morán, Iza Daniela Flores                  | 44.87 | Q,                                       |
| 7         | 2        | Stati Uniti     | Justice Henderson, Samiyah Samuels, Tori Williams, Sierra Smith                | 45.15 | q                                        |
| 8         | 3        | Canada          | Nyoka Maxwell, Jellisa Westney, Leah Walkeden, Sandra Latrace                  | 45.25 |                                          |
| 9         | 2        | Taipei Cinese   | Hsu Ya-ting, Ko Ching-ting, Syu Yong-jie, Hu Chia-chen                         | 45.26 | Miglior prestazione personale stagionale |
| 10        | 1        | Australia       | Jasmine Everett, Gabriella O'Grady, Elizabeth Hedding, Larissa Pasternatsky    | 45.47 | Q,                                       |
| 11        | 1        | Thailandia      | Parichat Charoensuk, Kanyarat Pakdee, Tassaporn Wannakit, Supawan Thipat       | 45.60 |                                          |
| 12        | 1        | Lettonia        | Diāna Daktere, Anna Paula Auziņa, Ingūna Čeiko, Gunta Latiševa-Čudare          | 46.16 | Miglior prestazione personale stagionale |
| 13        | 2        | Danimarca       | Annemarie Nissen, Mathilde Kramer, Astrid Glenner-Frandsen, Mette Graversgaard | 46.29 | Miglior prestazione personale stagionale |
| 14        | 3        | Serbia          | Ivana Petković, Nikoleta Šimić, Katarina Sirmić, Zorana Barjaktarović          | 46.35 |                                          |
| 15        | 3        | Uganda          | Scovia Ayikoru, Mary Unyuthfua, Margaret Apolot, Leni Shida                    | 47.05 |                                          |
| 16        | 3        | Botswana        | Titose Chilume, Tsaone Sebele, Amantle Monwa, Ontiretse Molapisi               | 48.40 |                                          |
|           | 1        | Rep. Dominicana | Kiara Rodríguez, Estrella de Aza, Anabel Medina Ventura, Marileidy Paulino     | DQ    | R170.7                                   |
|           | 3        | Sudafrica       | Justine Palframan, Maryke Brits, Lynique Prinsloo, Tamzin Thomas               | DQ    | R163.3a                                  |
|           | 1        | Slovenia        |                                                                                | DNS   |                                          |

### Finale
| Posizione | Corsia | Nazione     | Atleti                                                                      | Tempo | Note                                     |
| --------- | ------ | ----------- | --------------------------------------------------------------------------- | ----- | ---------------------------------------- |
|           | 6      | Svizzera    | Ajla Del Ponte, Salomé Kora, Cornelia Halbheer, Selina von Jackowski        | 43"81 |                                          |
|           | 4      | Polonia     | Kamila Ciba, Agata Forkasiewicz, Małgorzata Kołdej, Karolina Zagajewska     | 44"19 |                                          |
|           | 3      | Giappone    | Sayaka Takeuchi, Mizuki Nakamura, Ichiko Iki, Miyu Maeyama                  | 44"56 | Miglior prestazione personale stagionale |
| 4         | 8      | Messico     | Natali Brito, Dania Aguillón, Paola Morán, Iza Daniela Flores               | 44"79 | Miglior prestazione personale stagionale |
| 5         | 7      | Australia   | Jasmine Everett, Gabriella O'Grady, Elizabeth Hedding, Larissa Pasternatsky | 45"15 | Miglior prestazione personale stagionale |
|           | 1      | Italia      | Luminosa Bogliolo, Irene Siragusa, Anna Bongiorni, Ayomide Folorunso        | DNF   |                                          |
|           | 5      | Kazakistan  | Rima Kashafutdinova, Viktoriya Zyabkina, Svetlana Golendova, Olga Safronova | DQ    | R163.3a                                  |
|           | 2      | Stati Uniti | Justice Henderson, Samiyah Samuels, Tori Williams, Sierra Smith             | DQ    | R170.7                                   |